# The Leaky Cauldron
The Leaky Cauldron (en español: El Caldero Chorreante), también llamado Leaky, TLC o Leaky News, es un blog y sitio de fanes de Harry Potter. El sitio cuenta con noticia, galerías de imágenes y videos, widgets descargables, salas de chat y foros de discusión, y un proyecto de ensayo llamado Scribbulus, entre otras ofertas. Desde 2005, The Leaky Cauldron también ha presentado un podcast oficial llamado PotterCast.
La actual administradora de The Leaky Cauldron es Melissa Anelli, una experiodista del Staten Island Advance y autora del superventas de 2008 Harry, A History. El director creativo del sitio es John Noe. La empresa punto com The Leaky Cauldron está actualmente incorporada como Leaky Net Inc., con fines de lucro (para distinguirse del brazo sin fines de lucro, Leaky, Inc.).

## Primeros años
El sitio web The Leaky Cauldron fue iniciado por Kevin C. Murphy el 5 de julio de 2000, como un sitio de GeoCities gestionado a través de Blogger. Se mudó a su propio dominio el 4 de diciembre de 2000, con B.K. DeLOng tomando el control un año después en 2001. Melissa Anelli se unió al personal de Leaky más tarde ese año como una editora y se convirtió en redactora jefa en 2002. Anelli tomó control editorial total del sitio en 2004. El 28 de enero de 2005, Leaky presentó por primera vez Leaky Lounge, un foro de discusión de Harry Potter. Actualmente, el foro tiene más de 120,000 miembros registrados.
The Leaky Cauldron también fue parte de Floo Network (en español: red flu), una colección de sitios de Harry Potter. The Leaky Cauldron abandonó el apoyo financiero de Harry Potter Lexicon y se separó de Floo Network en 2007, después de las acciones legales llevadas a cabo por J. K. Rowling contra su creador y administrador, Steve Vander Ark.

### Bromas del día de las bromas de abril
El sitio también es conocido por las bromas del día de las bromas de abril que se realiza anualmente. En 2003, Leaky publicó una copia de 93 palabras enviados por correo al sitio, en referencia a la carta de 93 palabras subastada el diciembre anterior con información sobre la trama del próximo quinto libro de Harry Potter. En 2004, el actor Jim Tavaré, que aparecería más tarde ese año en la película Harry Potter y el prisionero de Azkaban como Tom el tabernero, intentó expulsar a los "muggles" del sitio. En 2005, el sitio cerró, publicando una nota sobre lo cansados que estaban los administrados de encargarse de las preguntas tontas enviadas por lectores cada día. Como reemplazo, el sitio abrió como "Ask Peeves" (en español: Pregúntale a Peeves), una parodia del motor de búsqueda Ask Jeeves. En 2006, tanto The Leaky Cauldron como el sitio de fanes de Harry Potter asociado MuggleNet cerraron y redirigieron a los visitantes a un nuevo sitio, Leaky Mug. El primer anuncio de Leaky Mug fue el matrimonio de la administradora de Leaky Melissa Anelli con el administrador de MuggleNet Emerson Spartz. Ambos declararon haber unido sus sitios del mismo modo en que habían unido sus vidas. Al día siguiente, ambos sitios funcionaban correctamente; J. K. Rowling discutió la broma más tarde en su sitio oficial. En 2007, Leaky publicó una noticia que decía que cerraría sus puertas luego de la próxima publicación del último libro de Harry Potter, Harry Potter y las Reliquias de la Muerte. En 2008, The Leaky Cauldron anunció que Sybill Trelawney, la profesora de Adivinación de Hogwarts en la serie Harry Potter, se uniría al personal de sitio como una editora de noticias. Leaky también anunció que el actor de Harry Potter Daniel Radcliffe evitaría sus famosas escenas de desnudos en el próximo debut de su obra de Broadway Equus y que la banda de rock mágico Harry and the Potters se separaría. En 2009, el sitio automáticamente redirigió a otro sitio, Hooter, una parodia de Twitter. En 2010, The Leaky Cauldron se convirtió en "The Gleeky Cauldron", un sitio de fanes de la popular serie de televisión de Fox Glee.

## Proyectos

### PotterCast
PotterCast es el pódcast oficial de The Leaky Cauldron. Lanzado el 22 de agosto de 2005, PotterCast es un pódcast de una hora de duración organizado por Anelli, Noe y Frankie "Frak" Franco III. El pódcast incluye nuevas actualizaciones, discusiones de los libros y las películas de Harry Potter, entrevistas con gente asociada con la franquicia de Harry Potter (incluida Rowling misma) y otras presentaciones.

### LeakyNews.com
Leaky compró LeakyNews.com el 20 de noviembre de 2005 para acortar su URL y facilitar el acceso al sitio. En octubre de 2011, LeakyNews se separó del sitio principal para formar un nuevo sitio web de entretenimiento desvinculado de la franquicia de Harry Potter, el nuevo sitio web le permite a los miembros escribir y contribuir sus propios artículos en un área de cultura popular que les guste.

### Relación con la franquicia
La creadora de Harry Potter J. K. Rowling ha elogiado The Leaky Cauldron en varias ocasiones. En su sitio, Rowling dijo que visita The Leaky Cauldron y a veces lee los comentarios dejados por las visitas, aunque Rowling no dejó comentarios ella misma; una vez le deseó a un lector un feliz cumpleaños basado en sus publicaciones en The Leaky Cauldron. Rowling dio su aprobación y respaldo a la fuerte campaña anti-spoiler aplicada en Leaky y su foro, Leaky Lounge, antes de la publicación de Harry Potter y las Reliquias de la Muerte.
A The Leaky Cauldron y MuggleNet se les concedió una entrevista con Rowling en su casa en Edimburgo, Escocia a mediados de 2005, inmediatamente después de la publicación del sexto libro de Harry Potter, Harry Potter y el misterio del príncipe. En enero de 2008, Rowling apareció y fue entrevistada en PotterCast; durante la entrevista, ella llamó a Leaky "[su] sitio de fans favorito." Rowling escribió la introducción al libro no ficticio de Melissa Anelli Harry, A History: The True Story of a Boy Wizard, His Fans, and Life Inside the Harry Potter Phenomenon, que fue publicado el 4 de noviembre de 2008.
El sitio también tiene una buena relación con Warner Bros., el estudio productor de las adaptaciones cinematográficas de los libros de Harry Potter. El estudio le enviaba imágenes de próximas películas regularmente antes de su estreno oficial, y le dio a Leaky un adelanto especial de los resideños del sitio oficial de Harry Potter antes de los estrenos de la tercera y cuarta películas. Leaky fue el único sitio de fanes invitado a la fiesta de prensa  de la segunda película de Harry Potter, Harry Potter y la cámara secreta; las fiestas de prensa de las películas posteriores estuvieron abiertas a más sitios. El sitio web también recibió información de otras fuentes en el mundo de Harry Potter, entre ellas Arthur A. Levine Books y Bloomsbury Publishing.

## Iniciativas caritativas
The Leaky Cauldron recauda fondos regularmente para ayudar a la alfabetización mundial, una iniciativa iniciada en 2002 con la subasta de una carta, escrita a mano por Rowling, con 93 palabras sobre la trama del próximo quinto libro de Harry Potter. Leaky reunió fondos de sus lectores par una puja colectiva, pero cuando esta fracasó, el dinero recaudado fue donado a la caridad beneficiada de la subasta. Leaky ahora realiza una acción caritativa cada temporada de vacaciones y ha recaudado más de US$30,000 en donaciones hasta la fecha.
The Leaky Caudron también participó en la recaudación de fondos Helping Haiti Heal, que fue organizada por Harry Potter Alliance. Esta recaudación de fondos tenía el objetivo de reunir dinero para Haití después del terremoto en enero de 2010. Al final, Helping Haiti Heal recaudo US$123,000. Este dinero fue usado para enviar cinco aviones a Haití, apodados Harry, Ron, Hermione, DFTBA —Don't Forget To Be Awesome (en español: No olviden ser asombrosos), en honor a la comunidad de Nerdfighter— y el último llamado Dumbledore y llevó más de 45 kilos de suministros vitales críticos para miles de haitianos.

### LeakyCon
En mayo de 2009, Leaky presentó LeakyCon 2009, una convención de fanes de Harry Potter realizada en Boston, Massachusetts, cuyas ganancias fueron a Book Aid International y Harry Potter Alliance. Leaky organizó un segundo LeakyCon en julio de 2011 en Orlando, Florida (cerca del parque temático The Wizarding World of Harry Potter). Las ganancias beneficiaron  a Book Aid International y Harry Potter Alliance nuevamente.
En 2012, LeakyCon fue realizado otra vez, teniendo lugar en Chicago, Illinois, del 9 al 12 de agosto.
En 2013, LeakyCon tuvo su primera conferencia internacional en Londres, Inglaterra, del 8 al 12 de agosto, así como la conferencia estadounidense ahora tradicional, fue en Portland, Oregón en junio.

## Premios
Entre los premios recibidos por el sitio se encuentran la categoría de Búsqueda del Año de Yahoo! Search en los People's Choice Awards de 2005, un premio Bloggie al mejor weblog actual en 2002, un Fan Favorite Award de Movies.com en 2004 y 2005, un premio al sitio de fanes de J. K. Rowling y un People's Voice Awards de Webby en 2006.